# Didelotia idae
Didelotia idae är en ärtväxtart som beskrevs av Oldeman och Al. Didelotia idae ingår i släktet Didelotia och familjen ärtväxter. IUCN kategoriserar arten globalt som nära hotad. Inga underarter finns listade i Catalogue of Life.